# Кумжа, Альгирдас
Альгирдас Кумжа (лит. Algirdas Kumža, род. 1956) – литовский дипломат.

## Биография
Родился 29 ноября 1956 года. В 1980 году окончил Вильнюсский университет, юридический факультет. Владеет украинским, английским и русским языками.
С 1980 по 1988 год — на комсомольской работе.
С 1988 по 1990 год — член вильнюсского совета Национального движения «Саюдис».
С 1990 по 1992 год — депутат парламента Литовской Республики в Вильнюс.
С 1994 по 1997 год — заместитель главного редактора газеты «Летувос ритас».
С 1998 по 1999 год — советник по вопросам международных отношений Президента Литвы Валдаса Адамкуса.
С 1999 по 2006 год возглавлял фонд Шевченко в Вильнюсе.
С февраля 2006 года по 2009 год — Чрезвычайный и Полномочный Посол Литвы в Киеве (Украина).

## Увлечения
Альгирдас Кумжа занимается альпинизмом, фотографирует и пишет дневники экспедиций. На его счету Эльбрус, Монблан, Пилли в Чили, Пико де Орисаба в Мексике, Шиша-Пангма в Гималаях.

## Автор
- «Гималаи: Дневник одной экспедиции»

## Награды
- Медаль Независимости Литвы (1 июля 2000 года)[1].
- Орден «За заслуги» II степени (29 декабря 2009 года, Украина) — за весомый личный вклад в развитие украинско-литовских отношений[2].
- Орден «За заслуги» III степени (14 ноября 2006 года, Украина) — за весомый личный вклад в развитие украинско-литовских отношений и по случаю 15-й годовщины установления дипломатических отношений между Украиной и Литовской Республикой[3].
- Памятный знак за личный вклад в развитие трансатлантических отношений Литвы и по случаю приглашения Литовской Республики в НАТО (12 февраля 2003 года, Литва)[4].
- Медаль по случаю двадцатой годовщины восстановления независимости Литвы (2 марта 2010 года, Литва)[5].